# Sant Jordi Desvalls
Sant Jordi Desvalls és un municipi empordanès adscrit a la comarca del Gironès, que té una estació de ferrocarril de la línia Barcelona-França, fora del nucli de població principal, on s'hi aturen trens de rodalies.

## Geografia i història
- Llista de topònims de Sant Jordi Desvalls (Orografia: muntanyes, serres, collades, indrets..; hidrografia: rius, fonts...; edificis: cases, masies, esglésies, etc).

El nucli de Sant Jordi Desvalls és configurat als voltants de l'antic Castell de Sant Jordi, i de l'actual església de Sant Jordi, i corresponde a un antic recinte emmurallat.
Les primeres referències documentals de Sant Jordi Desvalls corresponen a un document de l'any 1136 on s'esmenta l'església parroquial de Sant Jordi. En aquell segle Sant Jordi Desvalls pertanyia al comtat d'Empúries, fins a l'any 1316 quan gran part la jurisdicció passà a mans dels Bisbat de Girona, que, malgrat el canvis de propietat posteriors, perdurà en alguns aspectes fins al segle xviii.
Als segles xiv i xv la jurisdicció reial hi tenia també molts drets; Alfons el Magnànim l'any 1424 va vendre els seus drets per 3.000 florins al baró Andreu de Biure, senyor que va fer edificar el castell al centre de la població. Consta que durant la guerra civil de 1462-1472 la reina Joana Enríquez i l'infant Ferran, futur rei, s'hi van allotjar uns dies durant el setge de Girona. L'any 1642 el Capítol de la Catedral de Girona va comprar la baronia i la jurisdicció del castell, lloc i terme de Sant Jordi, i l'any 1655 es va sol·licitar l'enderroc que la fortalesa, petició que no fou acceptada. L'any 1735 s'iniciaren les obres d'ampliació de l'església, acabades l'any 1737, adoptant l'aspecte actual i modificant l'antic recinte del castell.
Sobrànigues havia estat un ens local fins al primer terç del Segle XIX (de la vegueria de Girona fins al Decret de Nova Planta, i després del Corregiment de Girona), fins que es va abolir l'Antic Règim Senyorial. En una data entre 1832 i 1842 va ser unit al nou municipi constitucional de Sant Jordi Desvalls. És centrat als voltants de l'església de Sant Pere de Sobrànigues.
Sant Mateu és un veïnat situat al nord del terme municipal, centrat en l'església de Sant Mateu.
Diana és un veïnat situat a l'esquerra de la riera de Diana, afluent per la dreta del riu Ter. La seva església, Sant Feliu de Diana, està dedicada a Sant Feliu.

## Demografia
| Entitat de població | Habitants (2023) |
| Sant Jordi Desvalls | 689              |
| Diana               | 61               |
| Sobrànigues         | 45               |
| Veïnat de Mas Masó  | 42               |
| Sant Mateu          | 9                |
| Font: Idescat       |                  |

| 1497 | 1553 | 1787 | 1887 | 1900 | 1920 | 1950 | 1970 | 2010 | 2024 |
| 50   | 47   | 611  | 837  | 757  | 775  | 743  | 680  | 653  | 871  |